# Garmt Grootgrut
Garmt Grootgrut is een stripfiguur uit de Nederlandse stripreeks de Bommelsaga, geschreven en getekend door Marten Toonder. Hij is een ram en in het bezit van een middenstandsdiploma en een ijzeren hond om zijn kruideniers- of grutterswaren rond te rijden.

## Oorsprong
De middenstander Garmt Grootgrut is gevestigd in de deftige Korrelsteeg. Hij handelt in comestibles en fijnere kruidenierswaren. Naast zijn pand is een goudsmid gevestigd. Zijn eerste optreden is in Heer Bommel en zijn iksel. In het volgende verhaal Het kunsthars-hart treedt Grootgrut al toe tot de Kleine Club.

## Personage
Grootgrut is gehuwd met Truus en zijn zoon heet Krisje. Hij heeft een winkel in Rommeldam en bezorgt per ijzeren hond (driewielervoertuig) in de buitengebieden. Hij is een hardwerkende, vooruitstrevende Rommeldammer. Hij voert al snel de computer in. Hij voelt zich de dupe van manipulaties van het grootkapitaal. Hij is van mening dat de middenstand altijd achteraan komt. Hij houdt bij zijn leveranties het contact in stand tussen Joost en het personeel van de markies. Hij is actief lid van de plaatselijke harmonie en speelt tuba. In zijn jonge jaren was Garmt Grootgrut een bekend zwemmer. In het verhaal De windhandel heeft Grootgrut de functie van wethouder.
De grutsprits van Grootgrut is vermaard. Roerik Ommenom en ook Ep-lep, een waarnemer van de grote Droon, eten ze met smaak. Grootgrut is wel gevoelig voor reclamestunts met duistere handelswaar van magister Hocus Pas, onder andere met het merk Kraai.
In Heer Ollie en een Bommelding, een van de laatste verhalen, deelt Grootgrut aan bediende Joost mee dat de overheerlijke grutsprits niet meer gemaakt wordt. Tegelijkertijd kondigt hij aan niet meer te komen bezorgen. De bediende wordt uitgenodigd zijn supermarkt in de stad te bezoeken.

## In populaire cultuur
Grootgruts naam werd een eponiem in het Nederlands taalgebruik. Het woord grootgrutter werd in de pers als benaming voor de opkomende winkelketen Albert Heijn gebruikt. Dit getuigt van ironie, want volgens Garmt is de middenstand toch al altijd de dupe.

## Citaten
Grootgrut heeft een aantal kenmerkende uitspraken zoals:
- "We hebben het zelf al moeilijk genoeg."
- "Wie is er weer de dupe? De kleine middenstander!"
- "Een keurige klant; altijd goed van betalen en nu dit!"